# 955 Alstede
A 955 Alstede (ideiglenes jelöléssel 1921 JV) a Naprendszer kisbolygóövében található aszteroida. Karl Wilhelm Reinmuth fedezte fel 1921. augusztus 5-én, Heidelbergben.